# Dicheros childrenii
Dicheros childrenii är en skalbaggsart som beskrevs av John Obadiah Westwood 1842. Dicheros childrenii ingår i släktet Dicheros och familjen Cetoniidae. Inga underarter finns listade i Catalogue of Life.